# Zamarada oxybeles
Zamarada oxybeles là một loài bướm đêm trong họ Geometridae.